# Західносибірський артезіанський басейн
Західносибірський артезіанський басейн — найбільший у світі артезіанський басейн. Розташований на території РФ (Тюменська і Омська, Свердловська, Челябінська, Новосибірська, Томська область, Красноярський край) і Казахстану.

## Характеристика
Площа близько 3 млн км². Приурочений до Західносибірської плити. У будові басейну виділяють 2 гідрогеологічні поверхи, розділені регіональним водоупором крейдо-палеогенової доби. Мінералізація в межах від 10–15 до 50–80 г/л. Природні ресурси басейну 4800 м³/сек; експлуатаційні ресурси 1200 м³/сек.

## Верхній поверх
Верхній поверх об'єднує водоносні горизонти і комплекси четвертинних, неогенових, верхньоолігоценових і еоценових відкладів. Глибина залягання підземних вод 1–20. Величина напору — 3–5 — 100–120 м.
Питомі дебіти свердловин 0,01–7 л/сек., мінералізація менше 1,0 г/л (місцями до 3–10(100) г/л).

## Другий поверх
Другий гідрогеологічний поверх об'єднує водоносні комплекси крейдового і юрського періодів та утворення складчастого підмурівка, які залягають на глибині до 1000–3000 м. Величина напору до 2000–2500 м.
Питомі дебіти свердловин — 0,001–3,5 л/сек.